# Matthias Mehringer
Matthias Mehringer (ur. 10 sierpnia 1982 w Traunstein) – niemiecki narciarz, specjalista kombinacji norweskiej, złoty medalista mistrzostw świata juniorów.

## Kariera
Po raz pierwszy na arenie międzynarodowej Matthias Mehringer pojawił się w sezonie 1998/1999 Pucharu Świata B (obecnie Puchar Kontynentalny). Sezon ten zakończył na 86. pozycji, co pozwoliło mu na start w Pucharze Świata. Na najwyższym szczeblu rozgrywek zadebiutował 29 grudnia 2000 roku w Lillehammer, gdzie zajął 47. miejsce w sprincie. Pierwsze pucharowe punkty wywalczył 3 stycznia 2001 roku w Reit im Winkl, gdzie zajął 44. miejsce w starcie masowym. Sezon 1999/2000 zakończył na 58. pozycji. W klasyfikacji generalnej Pucharu Świata najlepiej wypadł w sezonie 2004/2005, który ukończył na 40. miejscu. Nigdy nie stał na podium zawodów PŚ, najlepszy wynik osiągnął 2 stycznia 2005 roku w Ruhpolding, gdzie zajął siedemnaste miejsce w sprincie.
Większe sukcesy osiągał w Pucharze Kontynentalnym, gdzie cztery razy stawał na podium, przy czym 15 marca 2003 roku w Stryn zwyciężył w konkursie rozgrywanym metodą Gundersena. Najlepiej spisywał się w sezonie 2002/2003, który ukończył na drugiej pozycji w klasyfikacji generalnej. Lepszy od niego okazał się tylko Norweg Magnus Moan, a trzecie miejsce zajął kolejny reprezentant Niemiec – Marc Frey.
Mehringer nigdy nie wystąpił na igrzyskach olimpijskich, ani mistrzostwach świata. W 2001 roku brał jednak udział w mistrzostwach świata juniorów w Karpaczu, gdzie wspólnie z kolegami z reprezentacji wywalczył złoty medal w sztafecie. W 2006 roku zakończył karierę.

## Osiągnięcia

### Mistrzostwa świata juniorów
| Miejsce | Dzień       | Rok  | Miejscowość   | Konkurencja          | Wynik zwycięzcy | Strata  | Zwycięzca          |
| ------- | ----------- | ---- | ------------- | -------------------- | --------------- | ------- | ------------------ |
| 10.     | 25 stycznia | 2000 | Štrbské Pleso | Gundersen K90/15 km  | 28:53,1         | +2:07,6 | Aleksiej Cwietkow  |
| 8.      | 26 stycznia | 2000 | Štrbské Pleso | Sprint K90/7,5 km    | 12:14,9         | +42,5   | Petter Kukkonen    |
| 4.      | 28 stycznia | 2000 | Štrbské Pleso | Sztafeta K-90/3x5 km | 56:52,3         | +1:06,2 | Finlandia          |
| 13.     | 1 lutego    | 2001 | Karpacz       | Gundersen K90/10 km  | 29:35,7         | +3:08,5 | Norihito Kobayashi |
| 1.      | 3 lutego    | 2001 | Karpacz       | Sztafeta K85/4x5 km  | ?               | –       | –                  |

### Puchar Świata

#### Miejsca w klasyfikacji generalnej
- sezon 1999/2000: 58.
- sezon 2003/2004: 52.
- sezon 2004/2005: 40.
- sezon 2005/2006: –

### Puchar Kontynentalny

#### Miejsca w klasyfikacji generalnej
- sezon 1998/1999: 86.
- sezon 1999/2000: 43.
- sezon 2000/2001: 35.
- sezon 2001/2002: 36.
- sezon 2002/2003: 2.
- sezon 2003/2004: 28.
- sezon 2005/2006: 81.

#### Miejsca na podium chronologicznie
| Nr | Data            | Miejscowość            | Konkurencja           | Wynik zwycięzcy | Pozycja | Strata  | Zwycięzca     |
| -- | --------------- | ---------------------- | --------------------- | --------------- | ------- | ------- | ------------- |
| 1. | 9 stycznia 2000 | Garmisch-Partenkirchen | Gundersen K115/15 km  | ?               | 3.      | ?       | Jens Gaiser   |
| 2. | 12 marca 2003   | Trondheim              | Gundersen K90/15 km   | ?               | 2.      | +2,0    | Tino Edelmann |
| 3. | 15 marca 2003   | Stryn                  | Gundersen K90/15 km   | ?               | 1.      | –       | –             |
| 4. | 16 grudnia 2004 | Lake Placid            | Gundersen HS100/15 km | ?               | 3.      | +1:34,6 | Bill Demong   |

### Letnie Grand Prix

#### Miejsca w klasyfikacji generalnej
- 2001: 19.
- 2002: 23.
- 2003: 23.